# Allumette (artiste)
Pour les articles homonymes, voir Allumette (homonymie).
Mylène Surette, dite Allumette, est une artiste musicale pop-gothique acadienne.

## Biographie
Allumette est une artiste musicale pop-gothique acadienne anciennement connue sous le nom "Most Ghost",. Son vrai nom est Mylène Surette et elle est originaire de Cocagne au Nouveau-Brunswick.
Depuis 2012, elle fait régulièrement des spectacles dans la région de Moncton, et a participé en 2015 au festival Re: Flux à Moncton, sous le nom Most Ghost. Puis en 2023, Allumette performe dans le cadre du Festival Acadie Rock,. 
Elle a produit trois albums. Avec Auberge du soufre, plusieurs de ses chansons paraissent sur le site Bandcamp à partir de 2014. Puis sont publiés Soleil du goufre en 2019 et Joyeuses Fêtes en 2022. La musique de l'album Joyeuses Fêtes est diffusée notamment à la radio de Radio-Canada, lors d'un long segment consacré à son interprète Allumette, désignée « découverte musicale de la semaine » lors de l'émission La Grande Virée.